# Gang Related
Gang Related (Brasil: A Guerra das Gangues ) é uma telessérie que foi ao ar na Fox em 2014. Em 2 de setembro do mesmo ano foi cancelada pela emissora. Foi exibida na Rede Globo em 02 a 13 de junho de 2015.

## Sinopse
A série segue as vidas pessoais e profissionais dos membros da multi-agência Gang Task do Departamento de Polícia de Los Angeles, enquanto eles assumem as gangues mais perigosas da cidade, incluindo um com o qual um membro da força-tarefa tem laços.

## Elenco
- Ramón Rodríguez como Ryan Lopez
- Jay Hernandez como Daniel Acosta
- RZA como Cassius Green:
- Shantel VanSanten como Jessica "Jess" Mary Chapel
- Terry O'Quinn como Sam Chapel
- Sung Kang como Tae Kim
- Inbar Lavi como Veronika "Vee" Dotsen
- Rey Gallegos como Carlos Acosta
- Cliff Curtis como Javier Acosta

## Recepção
Gang Related teve recepção mista por parte da crítica especializada. Alcançou uma pontuação de 42/100 no Metacritic. Do The Detroit News, Tom Long disse: "Com a tensão de sua premissa e a promessa de seu drama dirigido por uma família, Gang Related pode eventualmente trabalhar a rigidez de suas articulações e tornar-se interessante. Ou não. É esse tipo de show."